# De Dijkstoel van de Rhenensche Nude en de Achterbergsche Hooilanden
De Dijkstoel van de Rhenensche Nude en de Achterbergsche Hooilanden was een waterschap in de Nederlandse provincie Utrecht en omvatte het gebied van de gemeente Rhenen, langs en onder de Grebbeberg.